# Ramon Roselly

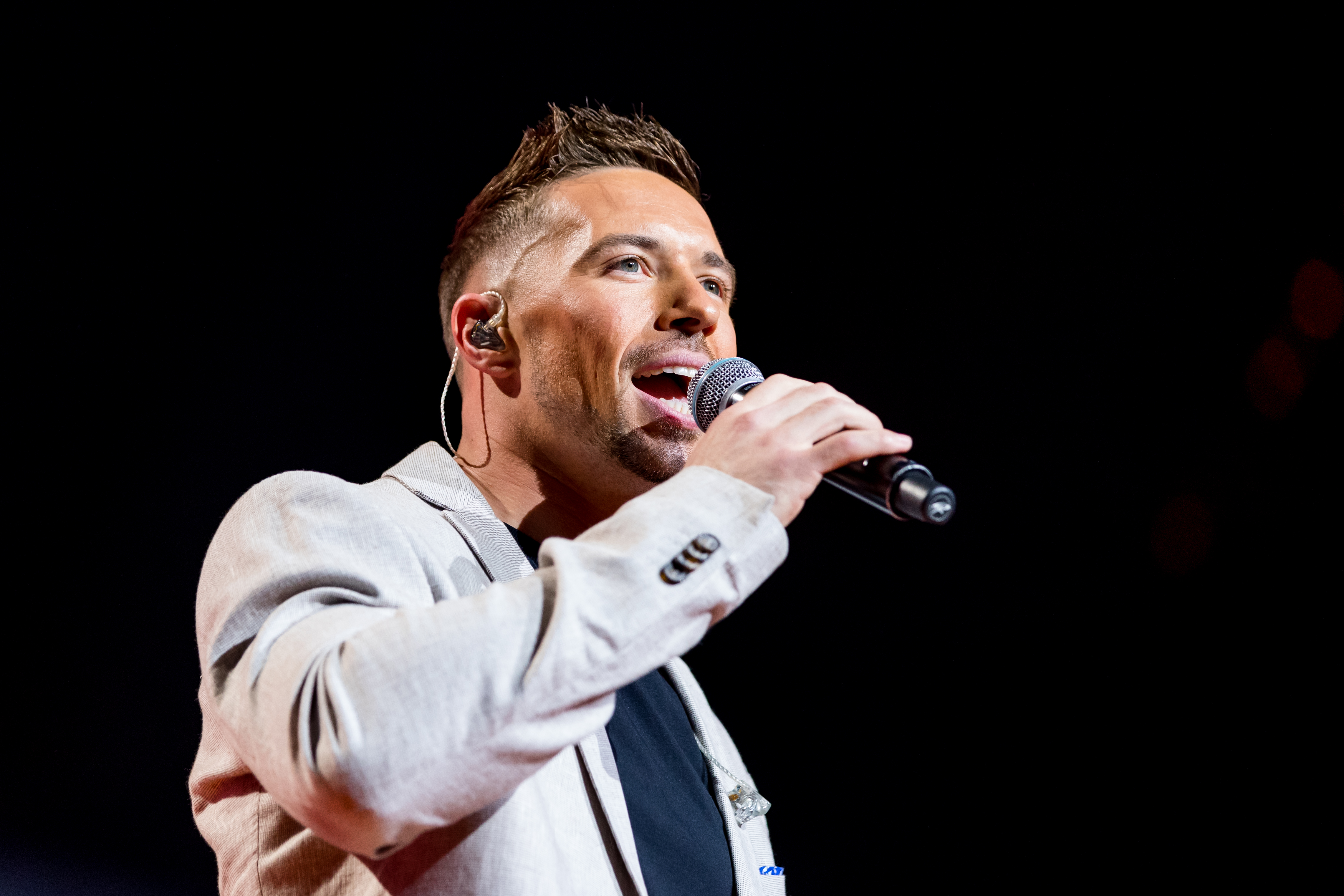
Ramon Roselly (2022)

Ramon Roselly (* 7. Dezember 1993 in Merseburg als Ramon Kaselowsky) ist ein deutscher Schlagersänger. 2020 gewann er die 17. Staffel der Castingshow Deutschland sucht den Superstar.

## Leben
Roselly wuchs mit fünf Schwestern in einer Zirkusfamilie auf. Er war bis zur Einstellung des von den Eltern Dany Roselly und Silvia Kaselowsky geführten Zirkusunternehmens in unterschiedlichen Zirkussen als Schausteller und Artist unterwegs und besuchte dabei 44 verschiedene Schulen. Sein Cousin ist der Zirkusartist und Ninja-Warrior-Germany-Teilnehmer René Casselly. 2018 machte er sich als Gebäudereiniger selbstständig.
Seit seinem sechsten Lebensjahr singt Roselly. Gemeinsam mit seiner Lebensgefährtin Lorena Hein, ebenfalls aus einer Zirkusfamilie stammend, moderiert er seit 2018 den Zwickauer Weihnachtszirkus im Sachsenpalast, wo sie auch mehrere gesangliche Einlagen mit einbauen. 2020 nahm er an der 17. Staffel von DSDS teil. Kurz vor dem Finale nahm er seinen langjährigen Künstlernamen Roselly an, nachdem er zuvor unter seinem bürgerlichen Namen Kaselowsky aufgetreten war. Im Finale sang Ramon Roselly die Titel Tränen lügen nicht von Michael Holm und 100 Jahre sind noch zu kurz von Randolph Rose. Anschließend konnte er sich mit 80,82 Prozent – einen so hohen Stimmanteil hatte zuvor noch kein Sieger der Castingshow erzielen können – gegen Chiara D’Amico mit seiner Interpretation des von Dieter Bohlen komponierten Liedes Eine Nacht durchsetzen.
Das Lied erreichte in der ersten Woche auf Anhieb Platz eins der deutschen Singlecharts. Damit wurde er der 12. DSDS-Sieger, dem das gelungen ist. Am 8. April 2020 erschien Rosellys erstes Musikvideo zu seinem Siegertitel Eine Nacht. Sein Debütalbum Herzenssache wurde einen Tag später von der Universal Music Group veröffentlicht und stieg auf Platz zwei der deutschen Albumcharts ein. Es ist das erste Album eines DSDS-Gewinners, das sich mindestens 10 Wochen in den Top 10 hält. In den Ö3 Austria Top 40 platzierte sich das Album in der ersten Woche auf Platz 1. In der RTL-Tanzshow Let’s Dance hatte Roselly seinen ersten Liveauftritt nach seinem Sieg bei DSDS 2020. Nach Eine Nacht koppelte er mit Eine Sommernacht mit dir eine zweite Single aus seinem Debütalbum aus. Im Oktober 2020 erschien die Platin Edition des Albums Herzenssache und die dort enthaltene Single Unendlich mit dazugehörigem Musikvideo, bei dem die Profitänzer Renata und Valentin Lusin mitwirkten. Im selben Monat wurde Roselly mit der Goldenen Henne in der Kategorie „Aufsteiger des Jahres“ ausgezeichnet. Im Februar 2021 veröffentlichte er die Leadsingle Komm und bedien dich. Im März 2021 wurde er zweifach mit der Eins der Besten als Newcomer und Sänger des Jahres ausgezeichnet.
Ramon Roselly lebt mit Lorena Hein in einem Wohnwagen in Zschernitz, der zu einer Wohnwagengruppe gehört, in der weitere Mitglieder seiner Familie wohnen.

## Diskografie

### Studioalben
| Jahr | Titel Musiklabel                 | Höchstplatzierung, Gesamtwochen, AuszeichnungChartplatzierungen (Jahr, Titel, Musiklabel, Platzierungen, Wochen, Auszeichnungen, Anmerkungen) | Höchstplatzierung, Gesamtwochen, AuszeichnungChartplatzierungen (Jahr, Titel, Musiklabel, Platzierungen, Wochen, Auszeichnungen, Anmerkungen) | Höchstplatzierung, Gesamtwochen, AuszeichnungChartplatzierungen (Jahr, Titel, Musiklabel, Platzierungen, Wochen, Auszeichnungen, Anmerkungen) | Anmerkungen                                             |
| Jahr | Titel Musiklabel                 | DE | AT | CH | Anmerkungen                                             |
| ---- | -------------------------------- | --- | --- | --- | ------------------------------------------------------- |
| 2020 | Herzenssache Electrola (UMG)     | DE2 Gold · (34 Wo.)DE | AT1 Gold · (39 Wo.)AT | CH3 (21 Wo.)CH | Erstveröffentlichung: 9. April 2020 Verkäufe: + 107.500 |
| 2021 | Lieblingsmomente Electrola (UMG) | DE2 (12 Wo.)DE | AT3 (9 Wo.)AT | CH3 (8 Wo.)CH | Erstveröffentlichung: 25. Juni 2021                     |
| 2022 | Träume leben Electrola (UMG)     | DE16 (2 Wo.)DE | AT7 (2 Wo.)AT | CH12 (2 Wo.)CH | Erstveröffentlichung: 28. Oktober 2022                  |
| 2024 | Süchtig Telamo                   | DE8 (2 Wo.)DE | AT20 (1 Wo.)AT | CH33 (1 Wo.)CH | Erstveröffentlichung: 23. August 2024                   |

### Kompilationen
- 2024: Best of

### Singles
| Jahr | Titel Album             | Höchstplatzierung, Gesamtwochen, AuszeichnungChartplatzierungen (Jahr, Titel, Album, Platzierungen, Wochen, Auszeichnungen, Anmerkungen) | Höchstplatzierung, Gesamtwochen, AuszeichnungChartplatzierungen (Jahr, Titel, Album, Platzierungen, Wochen, Auszeichnungen, Anmerkungen) | Höchstplatzierung, Gesamtwochen, AuszeichnungChartplatzierungen (Jahr, Titel, Album, Platzierungen, Wochen, Auszeichnungen, Anmerkungen) | Anmerkungen                         |
| Jahr | Titel Album             | DE | AT | CH | Anmerkungen                         |
| ---- | ----------------------- | --- | --- | --- | ----------------------------------- |
| 2020 | Eine Nacht Herzenssache | DE1 (2 Wo.)DE | AT9 (1 Wo.)AT | CH5 (1 Wo.)CH | Erstveröffentlichung: 3. April 2020 |

Weitere Singles
- 2020: Eine Sommernacht mit dir
- 2020: Unendlich
- 2021: Komm und bedien dich
- 2021: Absolut die 1
- 2022: Ich will gern mein Herz verlieren
- 2022: Bella Vita
- 2022: Ich freu mich so auf dich
- 2022: Für uns zwei
- 2024: Süchtig
- 2024: Ich will nur dich
- 2024: Das Problem ist

## Auszeichnungen für Musikverkäufe
Anmerkung: Auszeichnungen in Ländern aus den Charttabellen bzw. Chartboxen sind in ebendiesen zu finden.
| Land/RegionAuszeichnungen für Musikverkäufe (Land/Region, Auszeichnungen, Verkäufe, Quellen) | Gold     | Platin | Verkäufe | Quellen           |
| -------------------------------------------------------------------------------------------- | -------- | ------ | -------- | ----------------- |
| Deutschland (BVMI)                                                                           | Gold1    | —      | 100.000  | musikindustrie.de |
| Österreich (IFPI)                                                                            | Gold1    | —      | 7.500    | ifpi.at           |
| Insgesamt                                                                                    | 2× Gold2 | —      |          |                   |

## Preise
- 2020: Goldene Henne in der Kategorie „Aufsteiger des Jahres“
- 2021: Die Eins der Besten in der Kategorie „Newcomer des Jahres“[21]
- 2021: Die Eins der Besten in der Kategorie „Sänger des Jahres“[21]
- 2021: Smago! Award in der Kategorie „Senkrechtstarter des Jahres“[22]